# 国际社会对2006年朝鲜核试验的反应
国际社会对2006年朝鲜核试验的反应列出了国际社会在朝鲜宣布进行了核试验之后，对朝鲜的这一行为发表的声明和相关的谴责。

## 周邊國家
- 大韩民国：
  - 10月9日，根据韩国联合通讯社报道，時任大韓民國总统的卢武铉在得知朝鲜核试爆消息后，立即召开紧急会议商讨因应对策；[1]韩国军方同时也全面升高警戒[2]。
  - 大韓民國地震监测中心已确认在朝鲜进行核试验当时发生了3.58级地震。
  - 10月10日，韩国总理韩明淑在国会中谴责朝鲜的核试爆，但也表示“韩国将不会支持联合国任何包含武力手段在内的解决方案”[3]。
- 日本：
  - 正在韩国首尔就核问题举行会谈的日本首相安倍晋三，回国后在参议院全体会议上对此事表示“非常遗憾”，并且要求朝鲜保持克制。安倍表示，朝鲜的行为是“绝对不能接受的”，日本要求朝鲜履行联合国安理会此前通过的决议，并与美国、中国、韩国等国继续合作，恰当地处理这一问题。
  - 据共同社报道，日本政府已成立了一个特别小组对朝鲜核试验草拟一份评估报告。
  - 日本在10月11日通过了制裁朝鲜的议案，内容包括完全禁止朝鲜货品的进口、禁止朝鲜船隻和国民进入日本。
- 中华人民共和国：
  - 中国外交部发言人在随后发表的电视讲话中，以及在中国官方通讯社新华社的相关报道中，以强硬的措词表示“朝鲜无视国际社会的普遍反对，悍然进行核试验，中国政府对此表示坚决反对”，要求朝鲜立即无条件重返六方会谈。他表示朝鲜方面进行核试验确实给中朝关系带来了负面的影响，但中方对此事件以及对朝鲜核问题所采取的有关外交努力和外交行动是有益的、也是负责任的，中方不认为朝鲜进行核试验是中国外交的失败，更不认为这是世界上多数国家和六方会谈有关各方为解决朝核问题而作出的外交努力的失败。相反，有关各方应该沿着六方会谈的轨道继续前进下去。[4][5]

## 亚洲
- 中华民国：中华民国外交部发表声明表示对此事“严重关注”，认为朝鲜核武试爆已对东北亚和平与安全造成严重威胁，应予谴责；同时呼吁朝鲜政府保持自制，不应在发展核武的道路上继续前进，也不应再做出伤害亚太地区安定与和平的举措。[6]
- 阿富汗：阿富汗外交部发表声明对朝鲜的“挑衅行为”表示“深切的关注和不满”，并呼吁有关各方尽早恢复谈判。[7]
- 柬埔寨：柬埔寨新闻部长发表讲话表示，柬埔寨反对朝鲜进行第一次核试验的决定，并要求其他国家对此做出反应，他补充说，美国应正式发表声明，表示他不会侵略朝鲜。[8]
- 印度：印度外交部在发表的一份声明中说，他们“对朝鲜进行的核试验深感关切”。声明还说，印度要对有关事宜展开调查，并与有关各方保持密切联系。[9]
- 印度尼西亚：印尼政府在一项由其外交部发表的声明中，“重申立场，即：没有任何理由接受朝鲜最近进行的核试验”。“这样做会加重紧张气氛，威胁区域稳定。”印尼谴责朝鲜的这一行动并对此表示担忧。[10]
- 哈萨克斯坦：哈萨克斯坦外交部发言人耶利詹·阿什喀巴耶夫（Yershan Ashikbayev）发表谈话，呼吁朝鲜“恢复就其核计划展开的六国谈判，与包括中国、俄罗斯、美国、韩国、日本等有关各方保持联系与沟通，彻底放弃其核野心”，因为“这些行动将加深危机的扩散领域，并且将严重损害国际安全。[11]
- 马来西亚：马来西亚外交部长达图·斯里·赛义德·哈密德·阿尔巴在一项声明中说，世界无核化进程遭受到了严重的考验，他还说，马来西亚要求朝鲜停止发展其核武器，并马上回到暂停核试验的谈判当中来。[12] 早些时候，他曾表示，马来西亚不会支持除联合国决议以外的任何针对朝鲜的单方面制裁，他认为恢复对话才是核争议唯一出路。他呼吁俄罗斯和中国向朝鲜施压，敦促其尽早重返六方会谈。 [13]
- 蒙古：蒙古国外交部发表一项声明称，蒙古对朝鲜的核试验深感遗憾，并重申蒙古支持朝鲜半岛的无核化进程，并呼吁朝鲜方面不要采取使局势进一步恶化的行动。[14]
- 尼泊尔：尼泊尔外交部发表声明称，尼泊尔对此事态严重关切，并强调指出，尼泊尔方面强烈反对任何将导致核扩散的行动。[15]
- 巴基斯坦：一位巴基斯坦外交发言人指出，朝鲜漠视国际社会不进行核试验的呼吁是令人遗憾的。[16]
- 菲律宾：总统阿罗约谴责了这次核试验，称它威胁到东亚地区的经济和政治稳定。外交部Alberto Romulo呼吁朝鲜领导人重归会谈开启.他还谴责了考验威胁亚洲的和平与安全。[17]国家安全顾问冈萨雷斯在菲律宾全国治安会议上表示，菲律宾对朝鲜拥有了可用于攻击的核子武器深表关注。阿罗约总统也表达了类似的关注，并指出朝鲜的行为已经使整个民族处于危险之中。[18]
- 新加坡：新加坡外交部称朝鲜进行核试验的行动是“草率和冒险的挑衅行为”。[19]
- 泰国：在泰国外交部新闻稿和泰王国政府声明中，泰国表示朝鲜政府对国际社会的警告不予理睬，进行核试验的行动使泰方深感“痛惜”，并“深表遗憾”。泰国呼吁朝鲜恪守《不扩散核武器条约》和国际原子能机构《保障监督协议》。声明还呼吁有关各方保持克制并恢复谈判。[20]
- 越南：越南外交部发言人表示，越南政府对此事件严重关切，并表示核试验会加剧紧张局势，危及地区的稳定。他表示，越方支持建立一个“无核化”的朝鲜半岛。[21]

## 欧洲
- 阿尔巴尼亚：阿尔巴尼亚政府表示深切关注，并表示其对联合国安理会决定的行动采取回应。[22]
- 白俄罗斯：白俄罗斯外交部发言人安德列·波波夫表示，白俄罗斯政府相信，如果一小部份擁有核武器的強國不願进行核裁军的话，那麼其期望非核國家在受到核國家威脅時不發展自身的裝備是不切實際的。白俄羅斯敦促相關各國返回到談判中去。[23]
- 比利时：比利时外交大臣卡洛·德古赫特表示“朝鲜进行核试验是一个完全不负责任的行为”，他呼吁不要进行挑衅，并呼吁联合国安理会应对此做出“强力反应”。[24]
- 保加利亚：保加利亚共和国外交部于10月9日发表了谴责朝鲜进行核试验的声明，称这是“挑衅行为”，是“对国际和平与安全的威胁”。保加利亚还呼吁国际社会应采取明确而果断的措施，并表示保方将继续支持有关各方在解决朝鲜核计划问题上所做的努力。[25]
- 克罗地亚：克罗地亚共和国外交部在发布的新闻稿中表示对此事非常关切，并呼吁有关各方应回归到六方会谈的框架下来。[26]
- 捷克共和国：捷克外交部表示，进行核试验是“不负责任和令人遗憾的做法”，呼吁朝鲜方面回到谈判当中来。[27]
- 丹麦：丹麦首相拉斯穆森在一份声明中说：“我强烈谴责朝鲜进行的核试验，这是一种不负责任的行动，并直接违背了国际社会对朝鲜一贯的要求，那就是：国际社会不会接受朝鲜的核军备活动。” [28]
- 芬兰：芬兰作为欧盟主席国发表声明，对此事表示强烈谴责，并指出进行核试验的行为已经违反了联合国安理会第1965号决议和1991年签署的《非核宣言》的精神。[29]
- 法国：法国外长菲利普·杜斯特-布拉齐对朝鲜进行核试验进行了强烈谴责，称他们的行动“是对国际安全的严重威胁”。[30]
- 德国：德国外长弗兰克-瓦尔特·施泰梅（Frank-Walter Steinmeier）指出，核试验“危害了地区和平与安全”，并警告朝鲜不要诛一步跌入歧途，导致自我孤立。[31]
- 希腊：希腊外长多拉·芭科亚妮（Dora Bakoyannis）表示，希腊强烈谴责这一挑衅行动，她指出，进行核试验违反了《防止核武器扩散条约》，是无视联合国安理会1695号决议和威胁国际稳定、安全与和平的行动。[32]
- 冰岛：冰岛政府发表声明，谴责朝鲜政府进行的核试验，冰岛总理盖尔·希尔马·哈堔德和外长瓦尔杰尔德·斯韦里斯多蒂尔（Valgerður Sverrisdóttir）都对此进行了谴责。斯韦里斯多蒂尔说，“没有人敢相信朝鲜会在这条路上走这么远，现在联合国安理会必须决定采取什么样的行动，以便他们可以促使朝鲜对历来发表的相关声明作出积极的回应。”[33]
- 爱尔兰：爱尔兰外长德莫特·埃亨（Dermot Ahern）在一个会议上强烈谴责朝鲜的行为，形容这是一个直接违反核裁军和核不扩散条约的，“对地区安全造成了威胁”的行动，他还呼吁朝鲜不要采取进一步的行动并尽早返回六方会谈。[34]
- 意大利：意大利外长马西莫·达莱马（Massimo D'Alema）谴责朝鲜进行的核试验，他强调全球安全因此受到了广泛影响，并进一步呼吁朝鲜恢复履行《不扩散核武器条约》的义务，并回到六方会谈当中。[35]
- 拉脱维亚：拉脱维亚外交部发表声明对此事表示关切，并呼吁有关各方尽快恢复相关谈判。[36]
- 立陶宛：立陶宛在得知朝鲜进行了核试验之后表示对此“极大关注”，并谴责这是一种危害全球安全与和平的行为。立陶宛外交部表示同意和支持国际社会恢复相关谈判的呼吁。[37]
- 卢森堡：卢森堡大公国政府对核试验表示极大的失望，并希望朝鲜为恢复对话和谈判创造条件。[38]
- 荷兰：荷兰外交大臣贝尔纳德·博特（Ben Bot）谴责朝鲜此次进行的核试验，称朝鲜不能在将国内大量的资金用于这些核项目上的同时得到国际社会的食品等人道主义援助。[39]
- 挪威：挪威外交大臣约纳斯·加尔·斯特勒（Jonas Gahr Støre）说挪威强烈谴责朝鲜进行的核试验，并希望联合国安理会对此做出反应，通过一项相关的决议。他还说，在朝鲜进行核试验数个星期以前，就已经向朝鲜驻联合国的高级别外交官员提出过警告，告戒他们进行核试验是一件极其危险的行动。并且其他国家也不会同意朝鲜的有关做法。[40]
- 罗马尼亚：罗马尼亚外交部在发表的声明中表示，罗马尼亚“极其关注”朝鲜在10月9日进行的核试验，并认为这是“不可接受”的和罗马尼亚方面“坚决谴责”的，朝鲜的行为是一种“严重挑衅”。罗马尼亚呼吁朝鲜“立即采取措施停止其核扩散的行为”，并以积极的态度回到六方会谈中。[41]
- 俄罗斯：俄罗斯总统普京在星期一例行的内阁阁员会议上表示，俄罗斯无条件地谴责朝鲜进行的核试验，这不仅仅对于朝鲜来说是一种错误，而且也是对那些不扩散大规模杀伤性武器的国家的巨大伤害。[42]
- 塞尔维亚：塞尔维亚外交部发表声明宣布核试验是一种会“危及地区稳定和国际社会为防止核武器扩散所做出的努力”的行动”。[43]
- 斯洛文尼亚：斯洛文尼亚谴责朝鲜的核试验行动，并警告朝鲜这样的行为可能导致国际紧张局势的进一步升级，斯洛文尼亚呼吁尽快恢复六方会谈。[44]
- 西班牙：外交大臣米格尔·安赫尔·莫拉蒂诺斯（Miguel Ángel Moratinos）表示，核试验是一种“严重的挑衅行为”。[45]
- 瑞典：瑞典外交大臣卡尔·比尔特（Carl Bildt）表示这是会对在东亚地区和全球范围内打击核武器扩散的努力，以及对世界的稳定和发展产生严重后果的行为，进行这种方式的核试验既是针对整个国际社会的故意考验，也是一种严重的挑衅。[46]
- 瑞士：瑞士联邦外交部发表声明，强调瑞士谴责朝鲜进行的核试验是对“防止核武器扩散”和对“世界以及本地区构成安全威胁”的行为，[47]表示瑞士会支持联合国表决通过的任何制裁朝鲜的决议。[48]
- 乌克兰：乌克兰外交部发表声明，谴责朝鲜进行的核试验，指责朝鲜的行为是不负责任的，并希望参加朝核问题会谈的各方尽最大努力避免激化局势，并且通过政治和外交途径，依照国际法基本原则，和平解决有关问题。[49]
- 英国：英国外交部在朝鲜核试验后不久即发表声明，表示这是“极为挑衅的举动”，使区域的紧张情势升级。英国首相布莱尔称这是“一个极其不负责任的行为”。[31]

## 北美洲

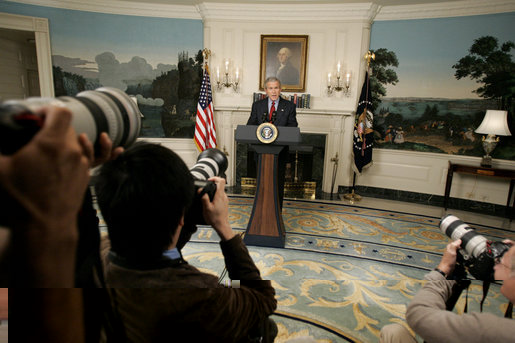
美国总统乔治·沃克·布什在白宫外交接待大厅（Diplomatic Reception Room）就朝鲜进行的核试验发表讲话。

- 美国：美国国务院发言人托尼·斯诺表示，美国将与联合国共同决定如何回应朝鲜的严重举动；[50]美国总统乔治·沃克·布什也发表声明，指出朝鲜进行核试验是“挑衅行为”，美国对此予以谴责，并寻求外交途径加以解决，但美国同时也会“坚守其国家安全及利益”。[51]除此之外，美国引用了联合国宪章第七章的内容，草拟了针对平壤方面的严厉制裁方案，包括授权国际检查进出朝鲜的货物、武器禁运、冻结转移或研发大规模毁灭性武器、禁绝奢侈品和针对弹道导弹和核武计划进行金融制裁等。[52]
- 加拿大：加拿大总理斯蒂芬·哈珀在渥太华用激烈的言辞谴责了朝鲜在星期一进行的核试验，称之为“不负责任和危险的行为”，他警告说，核试验严重破坏了地区的和平与稳定与和全球制止核武器扩散的努力。但是哈珀表示，加拿大将会继续同联合国安理会处理他称之为“朝鲜核试验所导致的东北亚地区以外的危险”。另外，加拿大外交部长彼得·麦凯对此表示了关切。[53]
- 墨西哥：墨西哥政府表示对朝鲜进行的核试验“深为关切”，“恭敬地”呼吁朝鲜政府停止进一步的核活动并立刻恢复谈判。[54]

## 中美洲及加勒比地区
- 古巴：古巴政府曾对朝鲜核问题发表声明，呼吁朝鲜接受国际社会的核查，但朝鲜进行了核试验以后，古巴方面至今没有发表声明。
- 危地马拉：危地马拉政府发表声明对朝鲜进行核试验表示严重关切。[55]

## 南美洲
- 阿根廷：阿根廷常驻联合国大使塞萨尔·马约拉尔（César Mayoral）对朝鲜的核试验发出了强烈的谴责并敦请安全理事会“坚决反对朝鲜政府及其获取大规模杀伤性武器的意图”。值得一提的是，虽然阿根廷支持和平发展利用核能，但该国还是在大力提倡《核不扩散条约》和其他在世界范围内防核扩散的努力。[56]
- 巴西：巴西外交部对朝鲜核试验表示“强烈谴责”，要求朝鲜尽快签署《全面禁止核试验条约》，并返回六方会谈的谈判桌，尽早解决朝鲜半岛核问题。[57]
- 智利：智利外交部通过官方新闻稿阐述了观点，即：这次核试验是“对区域和全球稳定的一次严重打击”，并且它“违反了国际社会为实现朝鲜半岛无核化所做出的努力”，智利政府已正式要求朝鲜方面不要再进行这类试验，因为它们是“不必要的、破坏世界和平与安全的挑衅行动”。[58]
- 哥伦比亚：哥伦比亚政府通过其对外关系部发表声明，对这次核试验表示谴责，并呼吁朝鲜政府积极遵守和平共处五项原则和联合国宪章，重返六方会谈。[59]
- 厄瓜多尔：厄瓜多尔外交部对朝鲜的核试验表示惋惜，并呼吁该国回应国际呼声，停止相关的核活动。[60]
- 秘鲁：根据官方发布的公告，秘鲁外交部表示：“这是一起严重的事件，它违背了有关停止核试验的规定，构成对国际和平与安全以及朝鲜半岛稳定的威胁，使半岛和东北太平洋地区的紧张局势加剧”。在秘鲁发给朝鲜的外交照会里还指出，作为一个安全理事会的成员，秘鲁政府认为，这种状况必须通过现有的多边机制研究予以解决，秘鲁敦促朝鲜无条件返回六方会谈，并中止与伊朗核计划有关的所有活动，并重申其”坚定支持与防核扩散有关的努力，在适当机制的促进下维护国际和平与安全。
- 乌拉圭：乌拉圭对外关系部发表的一项声明中称，乌拉圭东岸共和国对朝鲜的核试验表示“抗议”和“痛惜”称这是对东北亚地区和平的威胁，并呼吁朝鲜政府恢复谈判。[61]
- 委内瑞拉：委内瑞拉外交部长尼古拉斯·马杜罗（Nicolas Maduro）在国家电视台发表讲话说：“我们谴责一切核试验，因为它对环境和生命会产生巨大破坏”。马杜罗还说，“我们正在努力，使得世界上所有拥有核武器的那些国家开始逐步地销毁其核武。”一份官方声明指出，委内瑞拉支持在世界范围内禁止核武器的蔓延，同时认为每个国家都应有自由、和平利用核能的权利。

## 大洋洲
- 澳大利亚：澳大利亚总理约翰·霍华德与外交部长亚历山大·唐诺均在国会质询时间对此事表示谴责。霍华德称澳大利亚政府将会要求联合国以最强烈的措辞谴责朝鲜的核试验行动，并将敦促联合国安理会对朝鲜进行制裁。[62]唐诺则在接受美国广播公司的采访时表示，他将考虑是否将朝鲜驻澳大利亚大使驱逐出境。
- 新西兰：新西兰是很少几个与朝鲜保持外交关系的西方国家，在得知朝鲜进行了核试验以后，新西兰总理海伦·克拉克在一项声明中表示，朝鲜不应对国际社会是否会就核试验采取相应行动的严重性抱有任何幻想。而新西兰外交部长温斯顿·彼得斯（Winston Peters）在对一个国际合唱团发表的讲话中对平壤方面计划发展核武器的行为表示谴责。他说：“朝鲜的行为是让人难以忍受，不可原谅的。新西兰将和其他国家一样，强烈谴责朝鲜的这一罪恶行径。自从朝鲜7月份的导弹试射至今，国际社会一直强烈谴责朝鲜，这些谴责朝鲜的国家中甚至包括了朝鲜最亲密的伙伴。”他表示朝鲜进行的核试验是对亚太地区安全的极大危害，是对防核扩散条约的极大挑衅。他还说：“这是一个应该让头脑清醒的时候了，我们呼吁所有各方不要采取可能进一步加重局势恶化的行动。”[63]

## 中东地区
- 伊朗：伊朗外交部发言人穆罕默德·阿里·侯塞尼（Mohammad Ali Hosseini）表示，伊朗的立场是明确的，即伊朗在原则上是支持一个没有核武器的世界的。[64]一位不愿意透露姓名的人士在伊朗一个名称不详的“国家电台”中谈到，“朝鲜的核试验是对美国的威胁和侮辱做出的反应”。[65][66]伊朗伊斯兰共和国国家发言人希望“列强应该从自己开始解除武装”。[67]

- 以色列：以色列一位政府高级官员表示，朝鲜进行的核试验表明，国际社会应该团结起来，努力阻止伊朗获得同样的核武器。[68]

## 非洲
- 埃及：埃及外交部发表声明，对朝鲜进行核试验表示关切，并呼吁有关各方对此保持克制，尽早返回到六方会谈的框架下来。[69]
- 南非：南非共和国政府发表声明，对此事表示“深切关注”，并呼吁朝鲜方面考虑放弃其核计划。[70]

## 国际组织
- 联合国：联合国安理会于10月9日星期一在纽约总部举行紧急会议，讨论了这一问题。包括一贯最支持朝鲜的邻国中国在内的所有五个拥有否决权的常任理事国都一致谴责这次核试验。[71]中国常驻联合国代表王光亚在早些时候表示，“如果朝鲜继续这些‘恶劣行为’，将没有人愿意继续‘保护他’”。他表示，朝鲜进行核试验，必须面对一些惩罚行动，“联合国安理会必须对朝鲜做出坚决的、建设性的、适当但又谨慎的反应。” 、“我认为必须有一些惩罚行动，但是这些行动也必须是适当的。”[72]然而，在10月10日，安理会内部就怎样解决朝鲜核问题出现了分歧。日本和美国主张制裁，并以紧逼的军事行动相威胁。美国常驻联合国代表约翰·博尔顿（John Bolton）说，美国有一个“明显倾向于”外交解决的想法，武力威胁仍然停留在计划当中。但中国国家主席胡锦涛呼吁美国“避免采取可能使局面导致升级或失控的行动”。[73]10月14日，安理会一致通过联合国安理会1718号决议，决定对进行核试验的朝鲜实施制裁。
- 欧洲联盟：欧洲联盟主席在发表的声明中说：“这次核试验是深刻危害地区稳定的，并对国际和平与安全产生了严重威胁”。[74] 欧盟对外关系执委会委员贝尼塔·费雷罗-瓦尔德纳（Benita Ferrero-Waldner）表示无意考虑削减对朝鲜的人道援助，但她强调“这是不能接受的”，她还重申了欧盟主席呼吁朝鲜回到六方会谈并停止一切核试验。[75]
- 国际原子能机构：国际原子能机构在发表的声明中说，总干事穆罕默德·巴拉迪对此“深表遗憾，并严重关切”。这“威胁到核不扩散机制，不仅对东亚地区，而且也对国际社会产生了严重的安全挑战”。巴拉迪强调所有国家都应该签署《全面禁止核试验条约》。[76]
- 北大西洋公约组织：北约军事联盟发表声明说，最强烈地谴责朝鲜进行的核试验。这次试验对太平洋地区造成了极其严重的威胁，并威胁到了世界的和平与安全。[77] 要求朝鲜立刻返回六方会谈。

## 非政府组织
- 核裁军运动：当朝鲜的核试验活动在10月3日一经公布，核裁军运动即来电呼吁朝鲜和其他拥有核武器的国家为消除核武器做出努力。核裁军运动的主席凯特·哈德逊（Kate Hudson）表示：“根本沒有像朝鲜声称的‘负责任的核武国家’这回事”。[78]